# Etyn
Etyn eller acetylen är den enklaste av alkynerna. Molekylen består av två väteatomer som är bundna till var sin kolatom, där de två kolatomerna har en trippelbindning mellan sig. Eftersom det finns en trippelbindning mellan kolatomerna kallas kolvätet omättat. Etyn upptäcktes av Edmund Davy år 1836.
Dissousgas är acetylen löst i aceton, som förvaras uppsugen i en porös massa i en gasflaska av stål, och står under ett tryck av 12–15 atmosfärer.

## Egenskaper
Acetylen är i sig en färglös och luktfri gas, som dock ofta i handelskvaliteter kan ha en svag vitlöksdoft. När gasen blandas med syre, bildas vid de rätta proportionerna en explosiv gasblandning.

## Produktion
Acetylen produceras när kalciumkarbid får reagera med vatten, och vid processen bildas det även kalciumhydroxid.
För att producera kalciumkarbid värmer man en blandning av kalciumoxid och kol till cirka 2000 °C.
{\displaystyle {\rm {CaO+3\ C\rightarrow CaC_{2}+CO}}}
Acetylen kan även produceras genom upphettning av till exempel metanol- eller etanol-ångor i ett syrefritt rör.
Praktiskt utbyte är att 1 kg karbid av god kvalitet i små karbidlyktor ger cirka 250 l gas eller något mer. I stora gasverk, till exempel för gassvetsning, blir utbytet bättre – inemot 290 l/kg.
Avfallet, den släckta kalken, kan användas som jordförbättringsmedel och vid tillverkning av murbruk.

### Utförande
Det praktiska utförandet kan utformas enligt endera av två principer:
- Karbid-till-vatten-metoden: Krossad karbid (grus) strömmar långsamt genom en liten, timglasliknande öppning, ner i en sluten behållare med vatten. I behållarens övre del sitter ett munstycke med ett eller flera mycket små hål, där den utströmmande gasen kan tändas.
- Vatten-till-karbid-metoden: Vatten droppar från en behållare upptill ner i ett undre, slutet kärl innehållande karbid. Gasen tas ut på samma sätt som ovan.

En ventil reglerar hur mycket karbidgrus resp vatten som kan droppa ner i generatorn och därmed också hur mycket acetylengas som bildas. Detta reglerar även lågans storlek.
Om två hål i ett munstycke är snedriktade så att dellågorna möts, blir temperaturen så hög att även det bildade fria kolet förbränns. Därvid minskar sotbildningen.

## Historia
Acetylenbelysningen kom först i bruk i början av 1890-talet, sedan man i Amerika lyckats att med hjälp av elektriska ugnar framställa kalciumkarbid industriellt. Eftersom gasen var mycket explosiv inträffade flera olyckor, och lamporna råkade i vanrykte. 1896 lyckades dock de franska kemisterna Glaude och Hess övervinna problemet genom att under tryck lösa acetylenen i aceton. Framför allt var det dock Gustaf Daléns förbättringar som gjorde acetylenbelysningen till den vanligaste fyr- och järnvägsbelysningen.

## Användning
Acetylen används vid gassvetsning tack vare den höga förbränningstemperaturen (cirka 3 600 °C, med flamtemperatur 3 100 °C), när den blandas med ren syrgas. Acetylen är den industribränngas som ger den hetaste och mest koncentrerade lågan. När etyn brinner i luft bildas en klar, starkt sotande låga som förr användes för belysning i karbidlampor, till exempel i form av cykellyktor och gruvlampor.